# Белый кролик (конфеты)

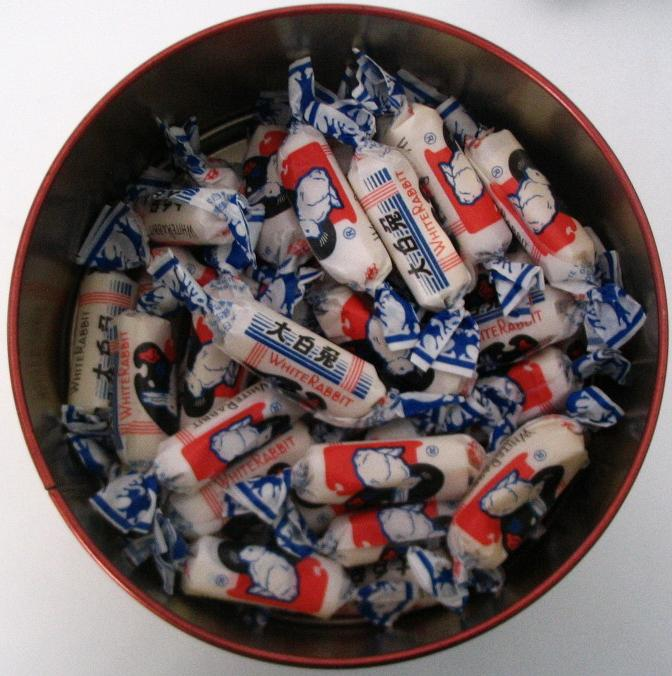
Конфеты «Белый кролик»

«Белый кролик» (кит. трад. 大白兔奶糖, пиньинь Dàbáitù Nǎitáng, англ. White Rabbit Creamy Candy) — китайский кондитерский бренд, молочные конфеты, выпускаемые компанией Shanghai Guan Sheng Yuan Food, Ltd. (кит. упр. 上海冠生园食品有限公司, пиньинь Shànghǎi Guānshēngyuán Shípǐn Yǒuxiàn Gōngsī).

## Описание
Молочные конфеты «Белый кролик» имеют цилиндрическую форму, примерно 3 см в длину и 1 см диаметре, белого цвета, мягкие, жевательные. Имеют сходство с ирисом или нугой. Снаружи конфеты имеется тонкая съедобная оболочка из клейкого риса, предохраняющая руки от липкой внутренней части. Каждая конфета имеет обёртку из вощёной бумаги с цветным печатным рисунком.
В состав наружной оболочки входят пищевой крахмал, вода, моноглицерид стеариновой кислоты (E422), мальтоза, сахар, цельное сухое молоко, масло и пищевые добавки. В качестве ароматизаторов используются ванилин, шоколадный, кофейный, ирисовый, арахисовый, кукурузный, кокосовый, личи, клубничный, манго, адзуки, йогуртовый и фруктовый. Каждая конфета содержит 20 ккал.
Конфеты «Белый кролик» рекламировались под слоганом «Семь конфет „Белый кролик“ равны чашке молока» (англ. Seven White Rabbit candies is equivalent to one cup of milk) и позиционировались, помимо сладости, как питательный продукт.

## История бренда
Производство молочных конфет было начато на фабрике ABC Candy Factory в Шанхае в 1943 году. Торговец из ABC попробовал английские молочные конфеты и посчитал, что они имеют неплохой вкус. Через полгода аналог этих конфет был выпущен на китайской фабрике. Производство конфет было ограничено 800 кг в день, изготавливались они вручную.
Первоначально для оформления обёртки конфет использовали изображение Микки Мауса красного цвета — они назывались ABC Mickey Mouse Sweets. Цена конфет была ниже, чем импортных аналогов, поэтому новая марка вскоре обрела популярность.
В 1950-х годах ABC перешла под контроль государства. Микки Маус был объявлен символом капиталистического Запада, и обёртка конфет изменилась: на ней появился реалистично изображённый белый кролик, палитра и название «Белый кролик», написанное от руки на английском и китайском языках. В цветовой схеме использовались красный, синий и чёрный цвета с белым фоном. Новое оформление сделало бренд узнаваемым по всему миру. С течением времени логотип и изображение на конфетах и упаковке менялось, но в целом исходная схема сохранялась.
В 1959 году конфеты «Белый кролик» раздавались в качестве подарков к 10-летию образования КНР. В 1972 году премьер Госсовета КНР Чжоу Эньлай вручил конфеты в качестве подарка американскому президенту Ричарду Никсону во время его визита в Китай.
Популярность «Белого кролика» увеличивалась вместе с ростом экономики Китая. Спрос на конфеты увеличивается в праздники, особенно в Китайский Новый год, когда многие семьи угощают ими гостей. В ноябре 1997 года права на бренд были переданы Guan Sheng Yuan (Group) Co., Ltd. В 2004 году продажи конфет достигли 600 млн юаней. В настоящее время они экспортируются в более чем 40 стран мира, включая США, Евросоюз и Сингапур.

## Отзыв продукции

### Формальдегид
В июле 2007 года Филиппины сделали заявление, что четыре продукта из Китая содержат формальдегид и должны быть отозваны. В список попали в том числе и конфеты «Белый кролик». В ответ компания-производитель заявила, что формальдегид могли содержать поддельные конфеты, которые выпускались на Филиппинах, и привела в доказательство доклад шанхайского филиала крупнейшей экспертной компании SGS Group, согласно которому конфеты, отправленные на экспорт, никаких токсичных веществ не содержат. После аналогичной проверки безопасность продукции подтвердил Сингапур. Однако в июле 2007 года филиппинский дистрибьютор конфет «Белый кролик» подчинился требованию надзорных органов и отозвал всю партию конфет.
24 июля 2007 года Индонезия опубликовала свой список из 39 пищевых продуктов из Китая, включая конфеты «Белый кролик», которые поступили в продажу в Джакарте и содержат формальдегид. Вся продукция подлежала уничтожению, а покупателям настоятельно рекомендовалось не употреблять её в пищу. 9 августа 2007 года индонезийские власти нашли формальдегид в конфетах «Белый кролик», поступивших в продажу в Палембанге и Матараме. они также подлежали изъятию и уничтожению.

### Меламин
В сентябре 2008 года были обнародованы данные о 53 000 случаев отравления детей молоком, содержащим меламин. Среди продуктов, изготовленных с использованием заражённого молока, были и конфеты «Белый кролик». Экспорт конфет был прекращён, затем были остановлены продажи на внутреннем рынке. 24 сентября 2008 когда британская сеть супермаркетов Tesco изъяла конфеты «Белый кролик» из продажи в качестве превентивной меры. Гонконг рекомендовал отозвать продукт после того, как лабораторные тесты показали более чем шестикратное превышение содержания меламина. Об отзыве конфет из продажи объявили Австралия. С аналогичным требованием выступили власти Сингапура, одновременно отметив, что, хотя уровень содержания меламина в конфетах превышает норму, они не представляют такой же угрозы, как заражённое детское молочное питание. Новая Зеландия обнаружила меламин в конфетах, но поскольку случаев отравления зафиксировано не было, отозвать продукт закон не позволял. Двое репортеров, используя данные, полученные Сингапуром, подсчитали, что взрослый весом 60 кг должен съедать 47 конфет «Белый кролик» каждый день на протяжении всей жизни, чтобы превысить порог опасности для меламина. В сентябре 2008 года с предупреждением к покупателям не употреблять в пищу конфеты «Белый кролик» выступил Департамент защиты потребителей штата Коннектикут. Своё обращение он обосновывал результатами анализа, который показал наличие в конфетах меламина. После того как с аналогичным предупреждением выступило Управление по санитарному надзору за качеством пищевых продуктов и медикаментов, американский дистрибьютор Queensway Foods Inc. объявил об отзыве продукта В ЮАР проверка также показала наличие в конфетах меламина.

## «Золотой кролик»
Экспорт конфет после меламинового скандала возобновился в 2009 году. При этом произошло изменение названия конфет на «Золотой кролик» (англ. Golden Rabbit Creamy Candy), чтобы избежать компрометирующих ассоциаций. Кроме этого, изготовлять «Золотого кролика» стали из австралийского молока, а оригинального «Белого кролика» — из новозеландского.